# Reginald Beavan
Reginald Beavan (* 20. September 1843 in Landour, heute im Bundesstaat Uttarakhand, Indien; † 12. Mai 1927 in Radnorshire, Wales) war ein britischer Naturforscher, der in der Britisch-Indischen Armee diente.

## Leben und Wirken
Reginald Beavan war der zweitälteste Sohn von Robert Beavan (1809–1853) und dessen Ehefrau Cecilia Mabel Drury (1821–1896). Beide Söhne des Ehepaares wurden in Indien geboren, wo der Vater stationiert war. Bei einer Volkszählung im Jahr 1851 wurden Reginald und seine Mutter jedoch in England erfasst, wo sie damals bei der Familie ihrer Mutter in Sidmouth lebten. Als der Junge gerade zehn Jahre alt geworden war, starb im Oktober 1853 sein Vater in Indien.
Als 16-Jähriger trat Reginald Beavan am 4. Mai 1860 ebenfalls in die Britisch-Indische Armee ein und folgte seinem älteren Bruder nach Indien, wo er zunächst als Lieutenant im 22nd Punjab Native Infantry-Regiment diente.
Ab Juli 1868 arbeitete er als Hilfsgutachter in mehreren Gebieten für die Abteilung für topografische Studien. Bereits 1878 diente er im Süden Afghanistans, wofür er mit einer Medaille ausgezeichnet wurde. 1880 übernahm er die Verantwortung für eine Studie in Belutschistan. Hier begleitete er in den Jahren 1880 und 1881 die  Marri field force und Bozdar field force. Im Juni 1892 verabschiedete er sich in den Ruhestand.
Am 20. November 1873 heiratete er im Alter von 30 Jahren in Kamptee im Bundesstaat Maharashtra die drei Jahre jüngere Anne Henrietta Haughton Bignell (1846–1932). Aus dieser Ehe gingen in den Jahren 1874 und 1877 zwei Töchter hervor, von denen die jüngere bereits im Säuglingsalter verstarb.
Beavan widmete sich bei seinen naturkundlichen Untersuchungen vor allem den Fischen. Sein bekanntestes Werk ist ein Handbuch der Süßwasserfische von Indien, das im Jahr 1877 in London veröffentlicht wurde. Er sammelte auch eine Reihe von Vogelarten und Vogeleiern, die später von seinem ornithologisch interessierten Bruder Robert Cecil Beavan (1841–1870) wissenschaftlich beschrieben wurden.
Reginald Beavan ging im militärischen Rang eines Colonel in den Ruhestand und verbrachte seinen Lebensabend in Llowes, Brecknockshire, Wales. Er starb im Mai 1927 im Alter von 83 Jahren. Seiner unverheirateten Tochter Cecilia Mabel Beavan (1874–1944) hinterließ er ein Vermögen von mehr als 11.000 Pfund Sterling.

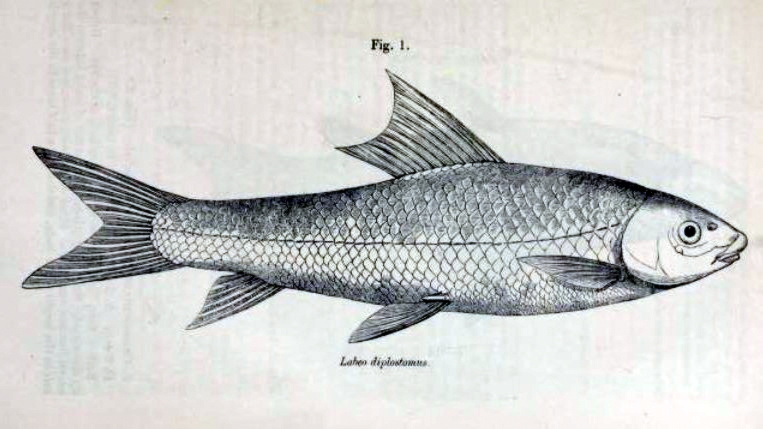
Bangana diplostoma (Heckel, 1838) illustriert von Reginald Beavan
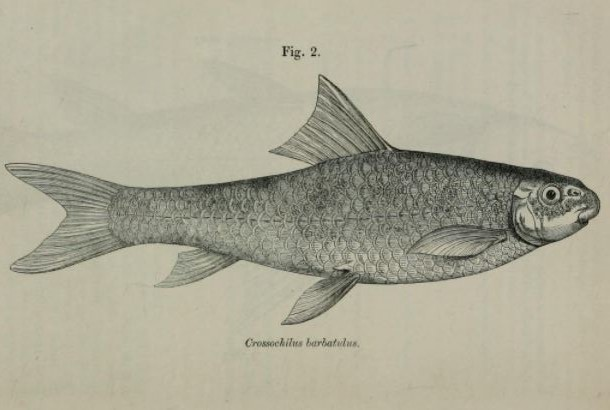
Crossocheilus diplochilus (Heckel, 1838) illustriert von Reginald Beavan
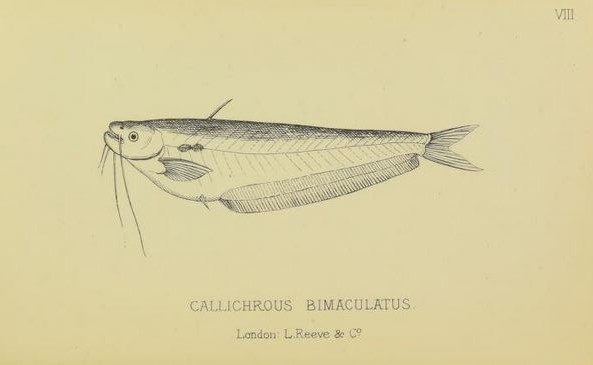
Ompok bimaculatus (Bloch, 1794) illustriert von Reginald Beavan
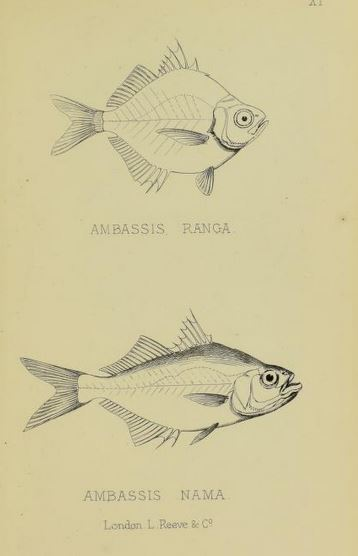
Parambassis ranga Hamilton, 1822 & Chanda nama Hamilton, 1822 illustriert von Reginald Beavan
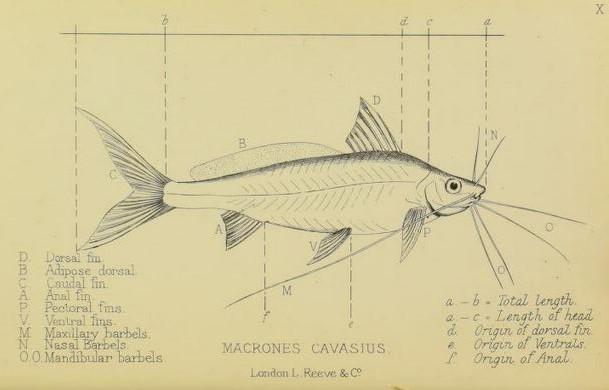
Mystus cavasius (Hamilton, 1822) illustriert von Reginald Beavan

## Veröffentlichungen
- Descriptions of two imperfectly known Species of Cryprinoid Fishes from Punjab, India. In: Proceedings of the Scientific Meetings of the Zoological Society of London for the Year 1872. 1872, S. 150–153 (biodiversitylibrary.org).
- Handbook of the freshwater fishes of India : giving the characteristic peculiarities of all the species at present known, and intended as a guide to students and district officers. L. Reeve & Co., London 1877 (biodiversitylibrary.org).
- Notes on the Country between Candahar and Girishk. In: Proceedings of the Royal Geographical Society and Monthly Record of Geography. September 1880, S. 548–552, doi:10.2307/1800418, JSTOR:1800418.